# Benthomangelia antonia
Benthomangelia antonia är en snäckart som först beskrevs av Dall 1881.  Benthomangelia antonia ingår i släktet Benthomangelia och familjen kägelsnäckor. Inga underarter finns listade i Catalogue of Life.